# Réseau routier du Val-d'Oise
Cet article présente l'histoire, les caractéristiques et les événements significatifs ayant marqué le réseau routier du département du Val-d'Oise en France.
Au 31 décembre 2017, la longueur totale du réseau routier du département du Val-d'Oise est de 4 966 kilomètres, se répartissant en 58 kilomètres d'autoroutes, 56 kilomètres de routes nationales, 1 081 kilomètres de routes départementales et 3 771 kilomètres de voies communales.  

## Caractéristiques

### Consistance du réseau
Le réseau routier comprend cinq catégories de voies : les autoroutes et routes nationales appartenant au domaine public routier national et gérées par l'État, les routes départementales appartenant au domaine public routier départemental et gérées par le Conseil général du Val-d'Oise et les voies communales et chemins ruraux appartenant respectivement aux domaines public et privé des communes et gérées par les municipalités. Le linéaire de routes par catégories peut évoluer avec la création de routes nouvelles ou par transferts de domanialité entre catégories par classement ou déclassement, lorsque les fonctionnalités de la route ne correspondent plus à celle attendues d'une route de la catégorie dans laquelle elle est classée. Ces transferts peuvent aussi résulter d'une démarche globale de transfert de compétences d'une collectivité vers une autre.
Au 31 décembre 2011, la longueur totale du réseau routier du département de la Val-d'Oise est de 4 845 kilomètres, se répartissant en 58 kilomètres d'autoroutes, 56 kilomètres de routes nationales, 1 084 kilomètres de routes départementales et 3 647 kilomètres de voies communales. 
Il occupe ainsi le 88e rang au niveau national sur les 96 départements métropolitains quant à sa longueur et le 5e quant à sa densité avec 3,9 kilomètres par km2 de territoire.
Trois grandes réformes ont contribué à faire évoluer notablement cette répartition : 1930, 1972 et 2005.
L'évolution du réseau routier entre 2002 et 2017 est présentée dans le tableau ci-après.
|                        | 2002  | 2003  | 2004  | 2005  | 2006  | 2007  | 2008  | 2009  | 2010  | 2011  | 2012  | 2013  | 2014  | 2015  | 2016  | 2017  |
| ---------------------- | ----- | ----- | ----- | ----- | ----- | ----- | ----- | ----- | ----- | ----- | ----- | ----- | ----- | ----- | ----- | ----- |
| Autoroutes             | 54    | 54    | 58    | 58    | 58    | 58    | 58    | 58    | 58    | 58    | 58    | 58    | 58    | 58    | 58    | 58    |
| Routes nationales      | 125   | 126   | 127   | 56    | 56    | 56    | 56    | 56    | 56    | 56    | 56    | 56    | 56    | 56    | 56    | 56    |
| Routes départementales | 942   | 976   | 985   | 990   | 1 182 | 1 182 | 1 267 | 1 267 | 1 087 | 1 084 | 1 087 | 1 084 | 1 081 | 1 080 | 1 083 | 1 081 |
| Voies communales       | 3 569 | 3 559 | 3 563 | 3 564 | 3 573 | 3 598 | 3 598 | 3 370 | 3 647 | 3 647 | 3 681 | 3 691 | 3 691 | 3 720 | 3 744 | 3 771 |
| TOTAL                  | 4 690 | 4 715 | 4 733 | 4 668 | 4 869 | 4 894 | 4 979 | 4 751 | 4 848 | 4 845 | 4 882 | 4 889 | 4 886 | 4 914 | 4 941 | 4 966 |

### Autoroutes
- Autoroute française A1
- Autoroute française A15
- Autoroute française A16
- Autoroute française A115

### Routes nationales
- Route nationale 184

### Voie express
- Route nationale 104
- Route nationale 184
- Avenue du Parisis (Route nationale 170)

### Routes nationales déclassées
- Route nationale 1 (déclassée en D 301) entre la Seine-Saint-Denis et la Francilienne
- Route nationale 14 (déclassée en D 14) entre l'A15 et la Seine-Maritime
- Route nationale 15 (déclassée en D 915)
- Route nationale 16 (déclassée en D 316)
- Route nationale 17 (déclassée en D 317)
- Route nationale 183 (déclassée en D 983)
- Route nationale 192 (déclassée en D 392)
- Route nationale 308 (déclassée en D 908)
- Route nationale 309 (déclassée en D 909)
- Route nationale 311 (déclassée en D 311)
- Route nationale 322 (déclassée en D 922)
- Route nationale 328 (déclassée en D 928)
- Route nationale 370 (déclassée en D 370)

### Routes départementales
- Route départementale 28 de Monneville à Meulan
- Route départementale 48
- Route départementale 411
- Route départementale 915

## Ouvrages d'art

### Tunnels ou tranchées couvertes
- Tunnel de Roissy sur l'A1.
- Tunnel de Taverny sur l'A115.